# Agriculture raisonnée
L'agriculture raisonnée  est une démarche, en France et au Québec, qui s'applique aux productions agricoles prenant en compte la protection de l'environnement, la santé et le bien-être animal. Le principe central de l'agriculture raisonnée est d'optimiser le résultat économique en maîtrisant les quantités d'intrants utilisées. Utilisé par les autorités françaises à partir de 2002, il a été abandonné au profit de la certification environnementale.
Le concept n'est pas tout à fait synonyme d'agriculture intégrée, concept proche utilisé aussi hors de France.

## Concept
D'après le décret no 2002-631 du 25 avril 2002, « les modes de production raisonnés en agriculture consistent en la mise en œuvre, par l’exploitant agricole sur l’ensemble de son exploitation dans une approche globale de celle-ci, de moyens techniques et de pratiques agricoles conformes aux exigences du référentiel de l’agriculture raisonnée ».
Le référentiel porte sur le respect de l'environnement, la maîtrise des risques sanitaires, la santé et la sécurité au travail et le bien-être des animaux. Ses 103 exigences nationales (quatre-vingt-dix-huit initiales en 2002, cinq supplémentaires en 2005) concernent notamment, :
- l'accès de l’exploitant et de ses salariés à l'information et la formation nécessaires à la conduite de l’exploitation agricole ;
- la mise en œuvre d'un système d’enregistrement et de suivi des opérations effectuées et des produits utilisés pour les besoins des cultures et des animaux ;
- la maîtrise des intrants agricoles ainsi que des effluents et des déchets produits par l'exploitation ;
- l'usage justifié de moyens appropriés de protection des cultures et de la santé des animaux de l'exploitation ;
- l'équilibre de la fertilisation des cultures ;
- la mise en œuvre de pratiques culturales permettant la préservation des sols et limitant les risques de pollutions ;
- la participation à une gestion économe et équilibrée des ressources en eau ;
- la prise en compte de règles dans les domaines de la sécurité sanitaire et de l'hygiène ;
- la prise en compte des besoins des animaux en matière d'alimentation et de bien-être ;
- la contribution de l'exploitation à la protection des paysages et de la diversité biologique.

La démarche CRC (Culture Raisonnée Contrôlée) née en 1989 sous l'impulsion d'agriculteurs engagés à produire en agriculture raisonnée des céréales françaises de qualité, bonnes pour la nature, les producteurs et les consommateurs. Cette démarche a été officiellement reconnue par le Ministère de l'Agriculture en 1999 avec l’obtention d’une Certification de Conformité Produit pour les céréales.

## Historique
Le concept, utilisé uniquement en France, a été promu par le Forum des agriculteurs responsables respectueux de l'environnement (FARRE). De 2002 à 2013, le concept était réglementé par les pouvoirs publics (ministères de l'Agriculture et de l'Écologie) par une certification.
Par décision de la Commission nationale de la certification environnementale (CNCE) du 9 octobre 2013, un décret a abrogé la certification agriculture raisonnée et a entériné « le passage définitif de l’agriculture raisonnée à la certification environnementale ». Cette certification contient trois niveaux dont le plus élevé est le label agriculture à Haute Valeur Environnementale (HVE).

## Critiques
Le Forum des agriculteurs responsables respectueux de l'environnement, qui fait la promotion de l'agriculture raisonnée, est perçu  comme l'émanation des principaux acteurs de l'agriculture intensive.
Pour François Veillerette et Fabrice Nicolino, l'agriculture raisonnée ne remet pas suffisamment en cause les méthodes de l'agriculture intensive. L'universitaire Isabelle Doussan estime que le référentiel de l’agriculture raisonnée ne se distingue pas réellement des règles déjà établies pour la protection de l’environnement.
Les opposants[Qui ?] à ce concept regrettent que sur les 103 exigences nationales listées[réf. nécessaire] : 
- quarante-cinq ne sont que des exigences réglementaires, donc l’application pure et simple de la loi, par exemple, « N’utiliser que des produits bénéficiant d’une autorisation de mise sur le marché », ou encore, à propos des animaux : « Réaliser les contrôles sanitaires exigés par rapport aux maladies réglementées », disposer de locaux aux normes phytosanitaires... Ces obligations réglementaires figurent dans le Référentiel car il avait été jugé impensable qu'une certification environnementale pût être attribuée à un agriculteur qui ne respectât pas les réglementations essentielles en matière environnementale ;

- dix-neuf sont des engagements que l'agriculteur doit respecter dans un délai de deux ans lors de l'attribution de sa qualification. Toutefois, ces engagements doivent être obligatoirement honorés puisque la vérification de leur mise en œuvre est effectuée par un organisme certificateur indépendant ;

- quant aux trente-neuf autres que l'agriculteur doit respecter pour avoir sa certification, elles consistent globalement en une vulgarisation des bonnes pratiques agro-environnementales.

Les opposants à l'agriculture raisonnée, s'ils admettent que ce concept peut permettre une plus grande sensibilisation des agriculteurs à l'environnement, lui reprochent de ne pas aller assez loin dans les interdictions (les OGM sont autorisés en agriculture raisonnée) ou dans les limitations (les pratiques exigées en agriculture raisonnée conduisent à optimiser les quantités de produits utilisés mais il n'est établi aucune norme maximale nationale)[réf. nécessaire].

## Rapport avec l'agriculture intégrée
L'Institut national de la recherche agronomique (INRA) n'utilise pas le concept d'agriculture « raisonnée », français et sans définition internationale, mais celui plus précis d'agriculture intégrée dans ses programmes de recherche ; mais cela ne recouvre pas les mêmes pratiques.
Le dictionnaire Le Petit Larousse illustré (100e édition, 2005, page 895) dit : « Agriculture raisonnée : mode de production d'une exploitation agricole qui vise à concilier le respect de l'environnement, la sécurité sanitaire et la rentabilité économique. Synonyme : agriculture intégrée ».